# Liliya Gafiyatullina
Liliya Gafiyatullina  (née le 2 février 1990) est une athlète russe spécialiste du 400 mètres. 

## Carrière

### Palmarès
| Année | Compétition                  | Lieu     | Résultat | Épreuve   | Performance   |
| ----- | ---------------------------- | -------- | -------- | --------- | ------------- |
| 2009  | Championnats d'Europe junior | Novi Sad | 2e       | 400 m     | 53 s 51       |
| 2009  | Championnats d'Europe junior | Novi Sad | 2e       | 4 x 400 m | 3 min 36 s 25 |

### Records
| Épreuve    | Performance | Lieu        | Date         |
| ---------- | ----------- | ----------- | ------------ |
| 400 mètres | 53 s 08     | Tcheboksary | 18 juin 2008 |